# Maurilio Prini
Maurilio Prini (Le Sieci, 17 agosto 1932 – Firenze, 29 aprile 2009) è stato un allenatore di calcio e calciatore italiano, di ruolo centrocampista o attaccante.

## Carriera
Ha conquistato lo scudetto del 1955-1956 con la Fiorentina, il primo nella storia dei viola. Col club toscano ha vinto anche la Coppa Grasshoppers nel 1957. Con la Fiorentina, Prini ha raggiunto anche la finale nella Coppa dei Campioni del 1956-1957 persa contro il Real; in semifinale, grazie ad un suo gol a tre minuti dal termine della gara d'andata a Belgrado, i viola eliminarono la Stella Rossa.
L'anno successivo, trasferitosi alla Lazio, ha trionfato subito nella Coppa Italia, vinta dal club capitolino proprio contro i viola; Prini è stato l'autore dell'1-0 decisivo in finale alla sua ex squadra.
Vanta anche 3 presenze in Nazionale A, con cui ha partecipato alla tournée in Argentina e Brasile dell'estate 1956.
Terminata la carriera da calciatore, è stato anche allenatore.

## Statistiche

### Cronologia presenze e reti in nazionale
| Cronologia completa delle presenze e delle reti in nazionale ― Italia | Cronologia completa delle presenze e delle reti in nazionale ― Italia | Cronologia completa delle presenze e delle reti in nazionale ― Italia | Cronologia completa delle presenze e delle reti in nazionale ― Italia | Cronologia completa delle presenze e delle reti in nazionale ― Italia | Cronologia completa delle presenze e delle reti in nazionale ― Italia | Cronologia completa delle presenze e delle reti in nazionale ― Italia | Cronologia completa delle presenze e delle reti in nazionale ― Italia |
| Data                                                                  | Città                                                                 | In casa                                                               | Risultato                                                             | Ospiti                                                                | Competizione                                                          | Reti                                                                  | Note                                                                  |
| --------------------------------------------------------------------- | --------------------------------------------------------------------- | --------------------------------------------------------------------- | --------------------------------------------------------------------- | --------------------------------------------------------------------- | --------------------------------------------------------------------- | --------------------------------------------------------------------- | --------------------------------------------------------------------- |
| 24-6-1956                                                             | Buenos Aires                                                          | Argentina                                                             | 1 – 0                                                                 | Italia                                                                | Amichevole                                                            | -                                                                     |                                                                       |
| 1-7-1956                                                              | Rio de Janeiro                                                        | Brasile                                                               | 2 – 0                                                                 | Italia                                                                | Amichevole                                                            | -                                                                     |                                                                       |
| 12-5-1957                                                             | Zagabria                                                              | Jugoslavia                                                            | 6 – 1                                                                 | Italia                                                                | Coppa Internazionale 1955-1960                                        | -                                                                     |                                                                       |
| Totale                                                                |                                                                       | Presenze                                                              | 3                                                                     |                                                                       | Reti                                                                  | 0                                                                     |                                                                       |

## Palmarès

### Club

#### Competizioni nazionali
- Campionato italiano: 1

Fiorentina: 1955-1956
- Coppa Italia: 1

Lazio: 1958
- Serie C: 1

Prato: 1962-1963

#### Competizioni internazionali
- Coppa Grasshoppers:1

Fiorentina: 1957